# Full Blooded Italians
Full Blooded Italians (abreviat F.B.I.) este un stable din divizia ECW a promoției de wrestling World Wrestling Entertainment. Gruparea a fost creată în federația Extreme Championship Wrestling, în anii '90.